# Tom Wesselmann
Thomas K. „Tom“ Wesselmann (* 23. Februar 1931 in Cincinnati, Ohio; † 17. Dezember 2004 in New York) war ein US-amerikanischer Maler, Grafiker und Objektkünstler.

## Leben
Wesselmann studierte von 1945 bis 1951 am Hiram College, Hiram, Ohio und seit 1951 Psychologie an der Universität von Cincinnati.
In den Jahren des Koreakrieges leistete er seinen Militärdienst ab (1952 bis 1954) und begann mit dem Zeichnen von Cartoons. Nach dem Krieg begann er sein Kunststudium an der Kunstakademie in Cincinnati; 1956–59 studierte er an der Cooper Union School of Art and Architecture in New York. Seine erste Einzelausstellung hatte er in der Tanager Gallery in New York im Jahr 1961. Wesselmann begann im Stil des Expressionismus, von dem er sich aber bald abwandte.
Neben Roy Lichtenstein und Andy Warhol wurde Wesselmann zu den wichtigsten Vertretern der amerikanischen Pop-Art. Sein Leitmotiv waren weibliche Akte in sexueller Provokation. Berühmt sind seine großformatigen Great American Nudes, von denen die Große Nackte Nr. 98 im Kölner Museum Ludwig ausgestellt ist. Andere Arbeiten werden vom Museum of Modern Art in New York City verwahrt.
Ästhetische Anregungen bezog Wesselmann aus der typischen Werbung der 60er und 70er Jahre (Prospekte, Plakate, Darstellungen aus Film und Fernsehen). Sein Werk wirft die Frage auf, ob es satirische Kritik an der modernen Konsumwelt darstellt oder ob es dieselbe schlicht verherrlicht.
Seit 1983 erstellte Wesselmann auch Aktfiguren und Stillleben aus Metall, indem er seine Zeichnungen auf Metallplatten übertrug und mit einem Laserstrahl aus diesen herausschnitt. Neben diesen Collagen entwickelte er Robert Rauschenbergs Assemblagetechnik weiter.
1980 schrieb er unter dem Pseudonym „Slim Stealingworth“ das Buch Abstract Maquettes.
Im Dezember 2004 starb Wesselmann an den Folgen einer Herzoperation im Alter von 73 Jahren.

## Ausstellungen
- 1962 Teilnahme an der Ausstellung The Figure im Museum of Modern Art, New York
- 1963 Teilnahme an der Ausstellung Pop Goes the East im Contemporary Arts Museum Houston, Houston, Texas
- 1965 Teilnahme an der Ausstellung Young America 1965 im Whitney Museum of American Art, New York
- 1968 Teilnahme an der 4. documenta in Kassel
- 1970 und 1974 Ausstellungstournee durch die USA
- 1974 Teilnahme an der Ausstellung American Pop Art im Whitney Museum of Modern Art, New York
- 1976 Teilnahme an der Ausstellung Illusion of Reality in der Art Gallery of New South Wales, Sydney
- 1977 Teilnahme an der documenta 6 in Kassel
- 1994 Institut für Kulturaustausch Tübingen, Retrospektive 1959–1993 Tourneeausstellung durch zehn europäische Museen, Kunsthalle Tübingen, Palais de Beaux-Arts, Brüssel, Altes Museum, Berlin, Museum Villa Stuck, München, Kunsthal Rotterdam, Historisches Museum der Pfalz, Speyer, Fundación Juan March, Madrid, Fundación Caixa de Catalunya, Barcelona, Tate Gallery, London, Musée d’Art Moderne, Nizza
- 2013 Tom Wesselmann Galerie Thomas Modern, München Film zur Ausstellung
- 2018: Tom Wesselmann. La Promesse du Bonheur. Nouveau Musée National de Monaco, Monaco

## Sammlungen
- Sammlung Falckenberg

## Bücher
- Tom Wesselmann 1959–1993. Hatje Cantz Verlag, 1994, ISBN 3-89322-635-4.
- Als Slim Stealingworth (Pseudonym): Abstract Maquettes. Weidle Verlag, 2002, ISBN 3-931135-53-5.
- Tom Wesselmann. Charta 2004, ISBN 88-8158-450-6.
- Black and White; mit Gérard A. Goodrow, Weidle Verlag, 2005, ISBN 3-931135-84-5.
- Tom Wesselmann – His Voice and Vision; von John Wilmerding, Rizzoli International Publications, New York, 2008, ISBN 978-0-8478-3139-5.